# Calera Real del Dacá
La Calera Real del Dacá, son una ruinas que se encuentran en la periferia de la ciudad de Mercedes (Uruguay), hacia el este sobre el arroyo Dacá.

## Historia
Esta calera data del año 1722, es decir, de más de sesenta y cinco años antes de la fundación de la ciudad de Mercedes. Soriano. Producía cal a partir de la abundante piedra caliza existente en la zona en un entorno natural muy propicio para este tipo de industria ya que, además de otros yacimientos cercanos de piedra caliza, el Río Negro y el arroyo Dacá proveían no solo el agua para el apagado de la cal y el transporte de la misma, sino que también las islas de sus orillas brindaban la leña necesaria para abastecer los cuatro hornos. Su producción tenía como principal destino la ciudad de Buenos Aires.

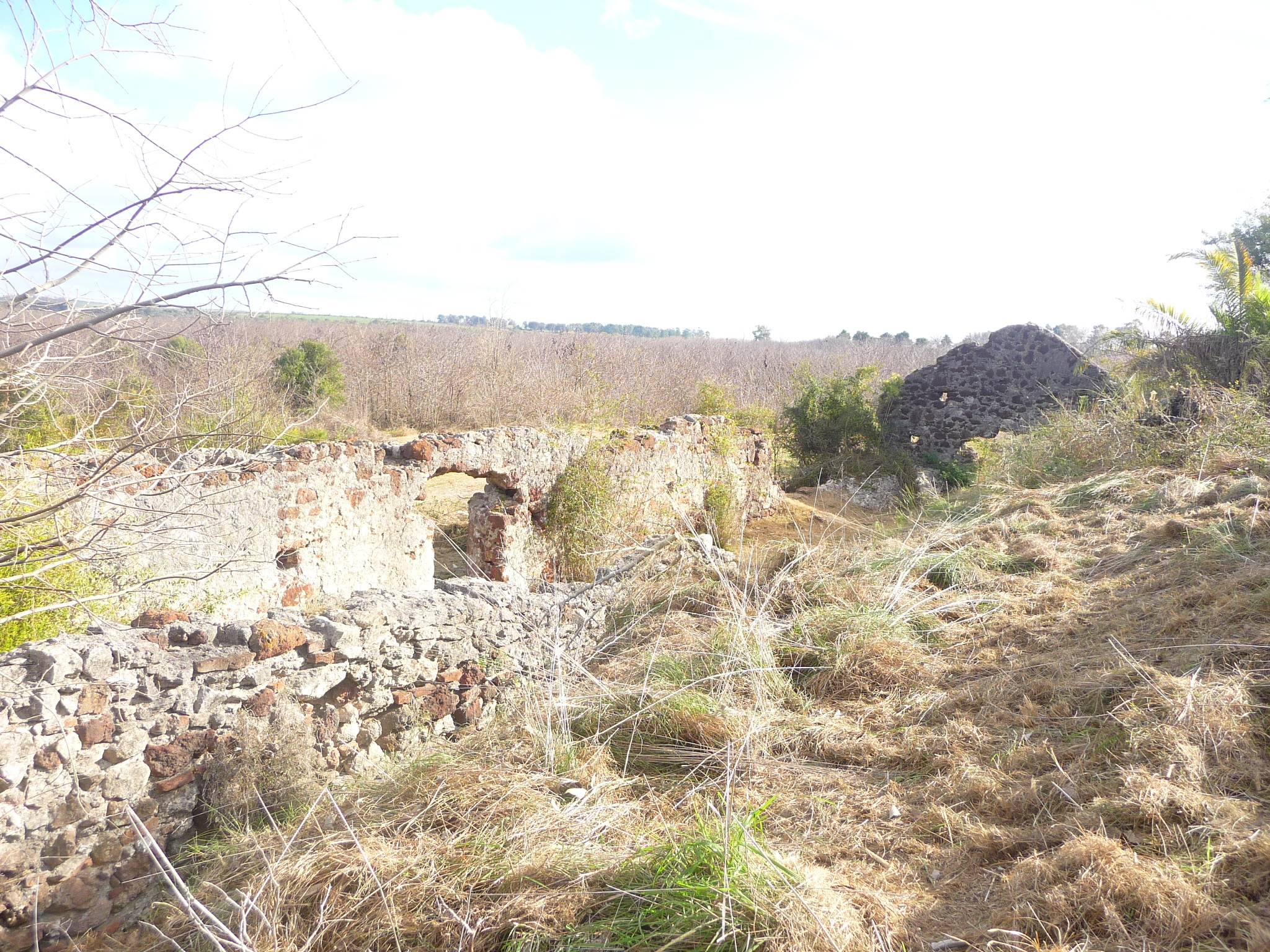
Vista superior de la calera.

El conjunto arqueológico se encuentra sobre una pequeña lomada desde la cual se aprecia el paisaje de la zona así como una especie de galpón de unos tres metros de ancho por treinta y cuatro de largo aproximadamente con paredes de 1 metro de espesor.

## Proyecto de recuperación
Como por su antigüedad se considera a la Calera la primera industria del Uruguay, la Intendencia Departamental de Soriano planea construir a partir de las ruinas de la calera un museo de la industria.

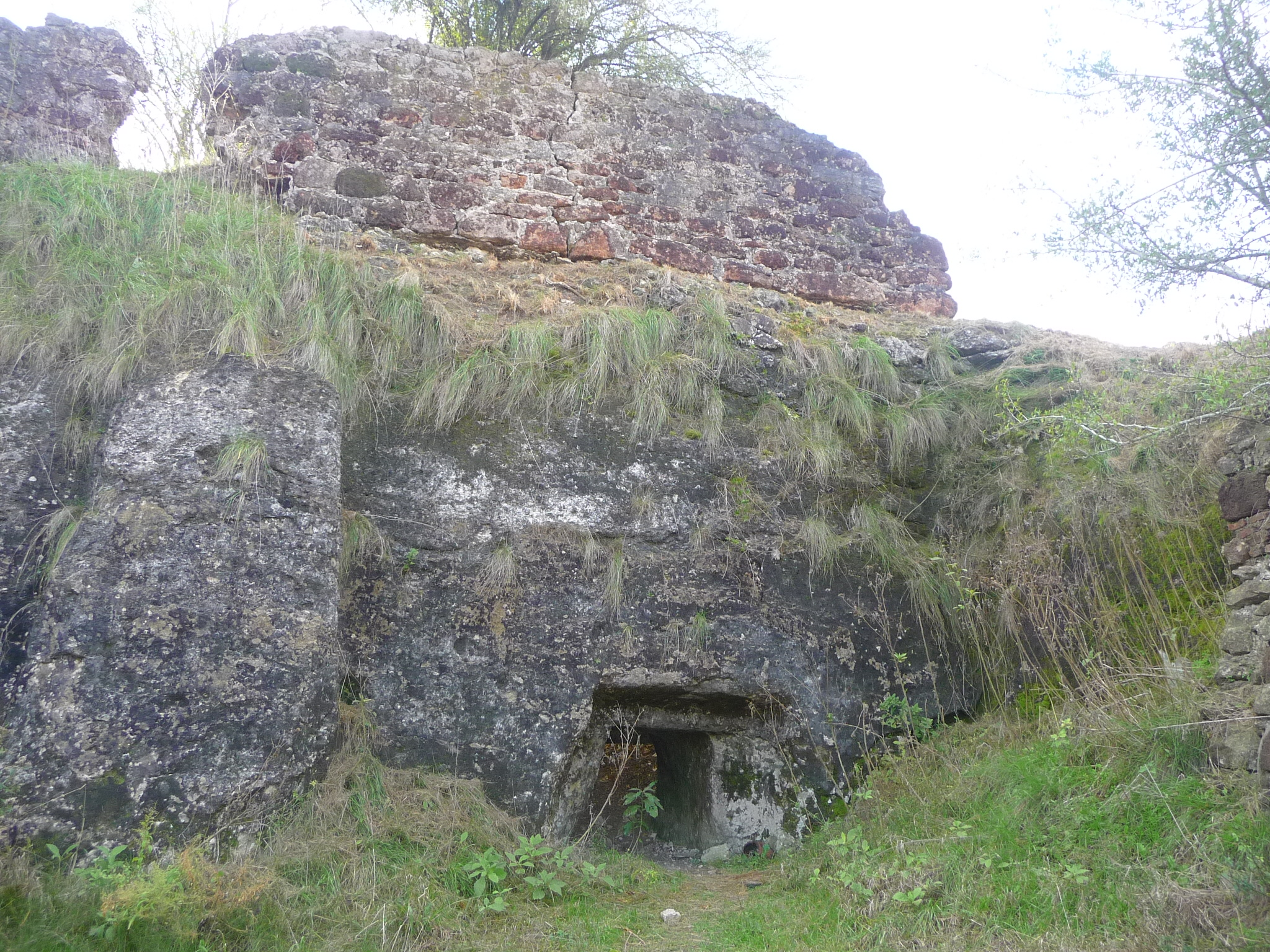
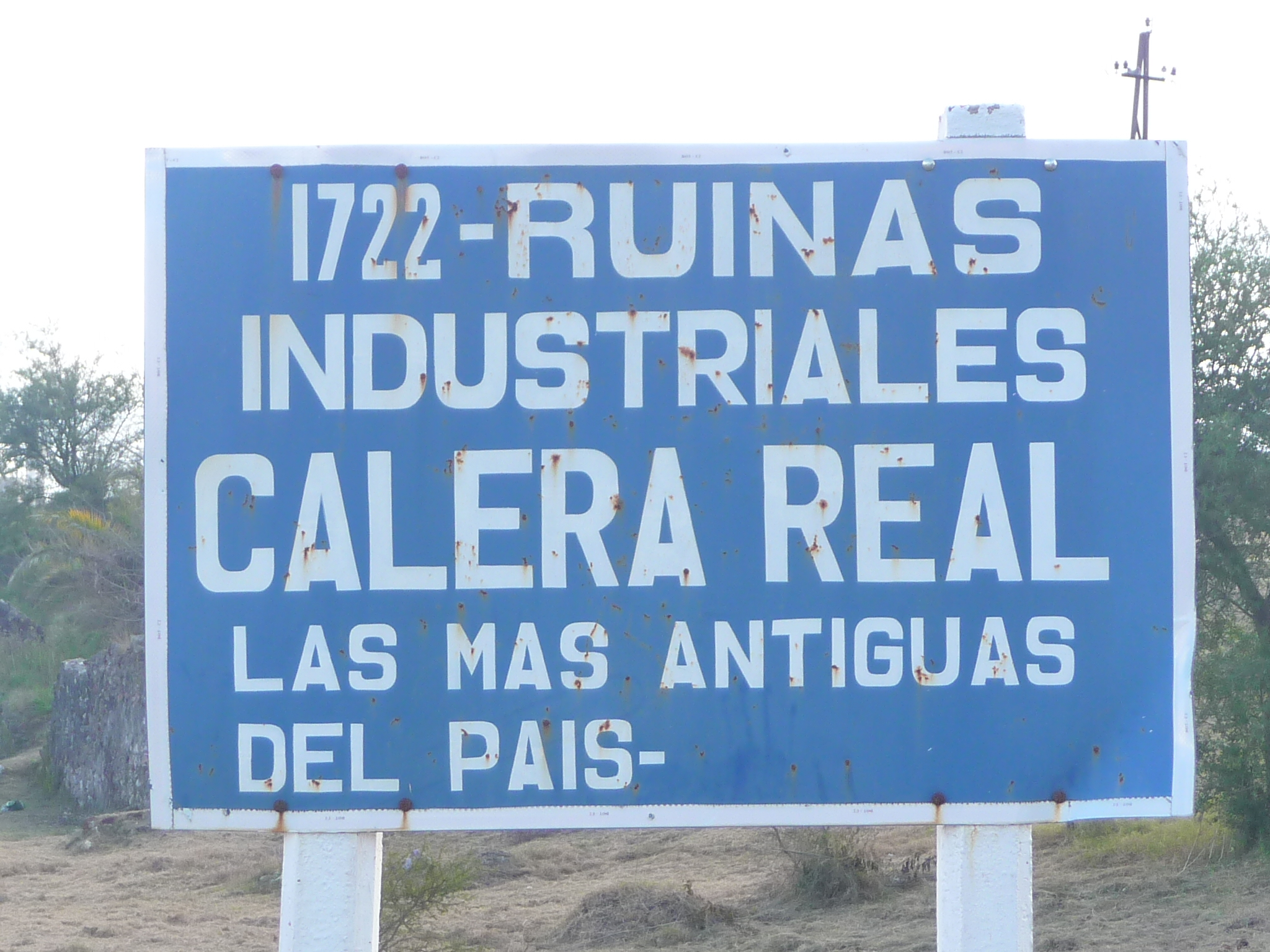
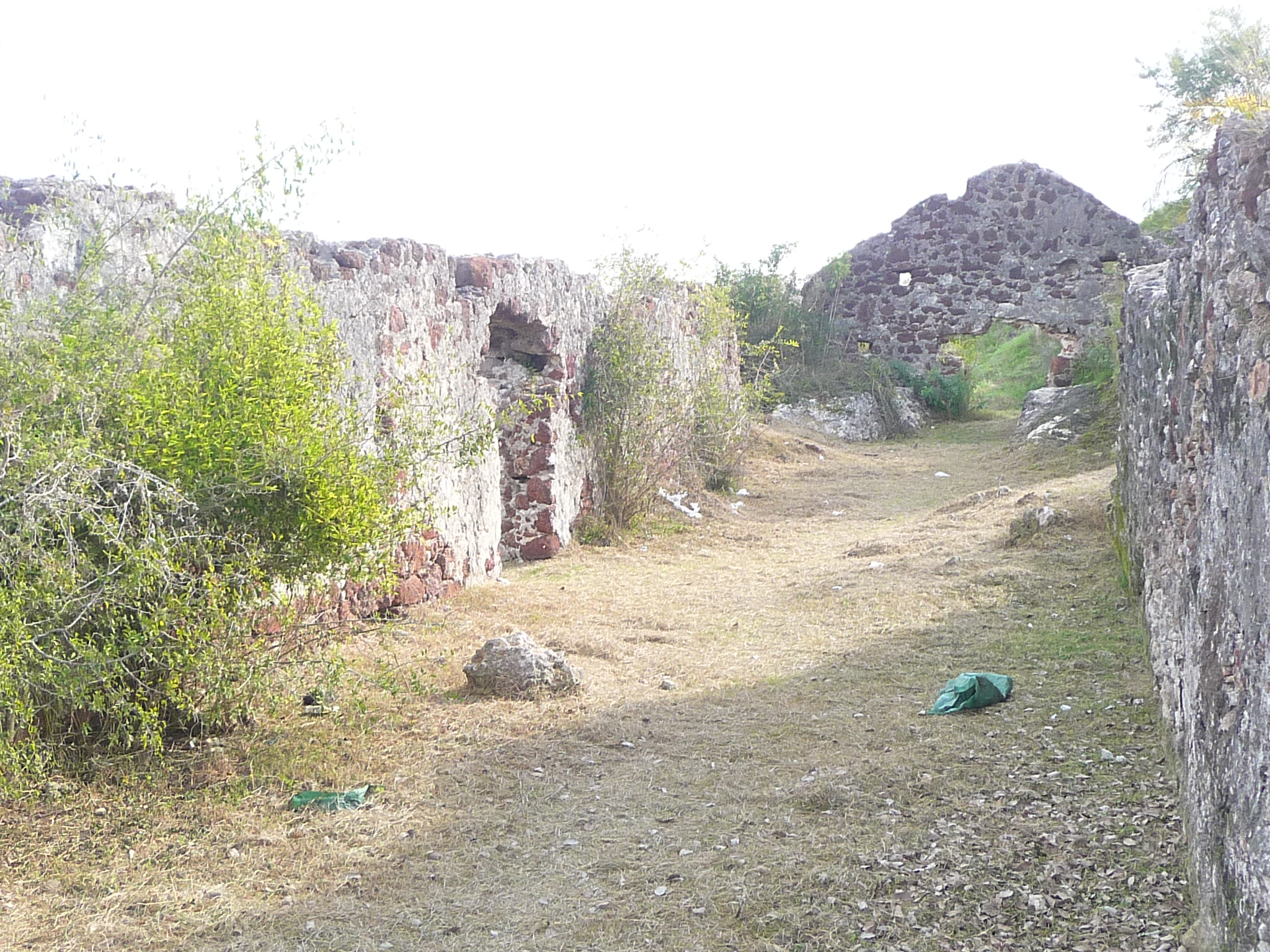